# Торосов, Михаил Григорьевич
Михаил Григорьевич То́росов (21 ноября 1900, Означенное, Енисейская губерния — 13 июля 1938, Красноярск) — государственный и партийный деятель. Председатель исполкома Хакасского областного Совета депутатов трудящихся Хакасской автономной области (1935—1937). Делегат VIII Всесоюзного съезда Советов в декабре 1936 года.

## Биография
Родился в трудовой семье рабочего золотых приисков в деревне Означеное (совр. г. Саяногорск), Бейского района, по национальности — хакас. 
Первые 9 лет детства провел без отца, живя первые 3 года у матери, затем 6 лет у дедов-пастухов (один пас овец, другой лошадей). Отец в это время работал на золотых приисках Олекмы (Якутия). Мать батрачила у местных баев в деревне Означеное, потом в деревне Горево и затем в селах Коптырево и Летник, не имея собственного дома. С приездом отца 2 года жил на приисках в Кизасе.
В 1911 с матерью выехал в деревню Усть-Есь Аскизского района.
С 1911 по 1913 гг. учился в начальной школе зимой, а летом работал по найму у баев вместе с матерью.
С 1913 по 1917 гг. учился в 2-х классной сельской школе в с. Аскиз.
В 1916 г. вместе с отцом работал на Ачинско-Минусинской железной дороге в местности Уйбат (теперь жд-ветка Ачинск-Абакан).
С 1917 по 1919 гг. работал по найму у кулаков Барашковых, Токмашовых, Бытотова и Худякова.
В 1919 г. уехал учиться в Красноярск в акушерско-фельдшерскую школу. Учился с большими материальными трудностями. Днём работая в губсоюзе и станции Красноярск, где получал муку и обувь. Занятия посещал вечерами.
На почве недостаточного питания перенёс цингу, окорфулез, туберкулёз желез и др.
В 1923 году окончил Красноярскую фельдшерскую школу. 
Учился в Томском государственном университете (окончил два курса).
Был женат на Клавдии Терентьевне Торосовой (Чудогашевой). Дети: дочери Клара и Аза, сыновья Альберт и Владислав.

## Карьера
1919—1923 гг. Учился в Красноярской акушерско-фельдшерской школе.
В 1923 году организовал в селе комсомольскую организацию и возглавил отряд по ликвидации банд.
1923—1925 гг. Работал волостным фельдшером в поселке Усть-Есь, помощником уездного лекаря в Хакасии, комсорг.
С 1925 года — на комсомольской, партийной и советской работе. Член ВКП(б) с 1925 года.
В 1927 году избран первым секретарем Хакасского окружкома ВЛКСМ.
Один из руководителей инициативной группы по созданию хакасского алфавита.
1927—1928 гг. Ответственный секретарь окружкома ВЛКСМ.
В 1927—1930 годах — заведующий Хакасским отделением Красноярской совпартшколы и окружным отделом здравоохранения. 
В 1930—1931 гг. заведующий отделом культуры и пропаганды Хакасского обкома ВКП(б).
В 1931—1933 гг. Студент Сибирского геолого-разведочного института (г. Томск).
В 1933-1935 годах — директор Хакасской совпартшколы, первый секретарь Аскизского райкома партии ВКП(б).
В 1935 году избран председателем исполкома Хакасского областного Совета депутатов трудящихся Хакасской автономной области. Под его руководством была разработана первая государственная программа развития Хакасии. Был сторонником выхода Хакасской автономной области из состава Красноярского края и преобразования в самостоятельную республику с прямым подчинением Москве. Суть проблемы заключалась в том, что хакасская автономная область, созданная в 1930 году, по факту не имела полномочий.
- Это была по сути «декоративная» область, — рассказывает Владислав Торосов. - Например, обычная область (Курская, Рязанская и так далее) могла контролировать свою деятельность по 70 показателям, а автономная область только по двум: число учащихся и число киносеансов. Отец обратил внимание, что аппарат управления большой, как и в областях, а полномочий нет никаких.
«Я считаю, что пребывание в крае сдерживает развитие Хакасии как в экономическом, так и культурном плане. Почему?
Потому, что ни одну экономическую инициативу Хакасии край не поддержал как нужно, не поднял перед центром, наоборот, то, что Хакасия отвоевывает в Госплане, Наркомфине, других ведомствах, урезает и не отдает ей полностью. При защите контрольных цифр 1937 года нам требовалась поддержка, постановка в ЦК нашего протеста на зажим и ущемление, требовалась помощь квалифицированными людьми для работы в Наркомфине и других наркоматах страны, но край их не дал. Хакасия не популяризируется как национальная автономия, а наши начинания в этим отношении (например, издание 4-томника о Хакасии) не поддерживаются, хотя Москва (Академия) дали согласие. На этот груд нужно 70 тысяч рублей, но край отказал.
Край несправедливо проводит и кадровую политику — по вопросам коренизации одни разговоры, среди секретарей обкома ни одного хакаса. Все это говорит о том, что Хакасия вправе ставить вопрос о выделении в самостоятельную республику.»
«Все, что Хакасия строит, те капитальные вложения, которые у нас сегодня есть, — это результат нашей работы, результат реализации решений ВЦИК по докладу Хакоблисполкома, а не результат руководства края Хакасией. В руководстве со стороны края не было и нет практической помощи.»
«Да, я недоволен тем, что Хакасская АО входит в край. У меня в начале 1936 года сложилось убеждение: Хакасия должна выделиться в самостоятельную автономную республику с непосредственным подчинением СССР или в крайнем случае … с подчинением РСФСР. По многим показателям, особенно в животноводстве, область занимает в Красноярском крае значительный удельный вес, например, по овцам — 43 %, в чем же, спрашивается преимущество края перед областью? Хакасская АО имеет золотую промышленность — 9 рудников, угольную и лесную промышленность. По территории Хакасия больше, чем Голландия, Швейцария, ряд других государств. Хакасия имеет значительные сырьевые богатства, в том числе железную руду с миллиардными запасами, но она не используется. Имеет медную руду — тоже не используется. Имеет мрамор, который считается по качеству вторым в мире после итальянского. У нас имеются баритовая, шеелитовая, асбестовая промышленность, месторождения соли и другие богатства земли, ценные для государства, но пока не используемые. Экономические обоснования говорят, что здесь можно развивать пимокатную, шубную, овчинную, кожевенную, текстильную и другие отрасли. При защите контрольных цифр 1937 года нам требовалась поддержка, но край ее не дал».
«Чем я обосновывал, мотивировал и доказывал необходимость такой реорганизации, которая сейчас, возможно, будет осуждена партией и правительством, но я твердо убежден в необходимости ее проведения:
Хакасская автономная область организовалась в 1930 году. И сейчас в деле развития экономики и культуры имеет большие успехи даже в сравнении с рядом существующих республик в РСФСР и СССР, не говоря об автономных областях.»
Торосов предлагал сделать Хакасию автономной республикой или хотя бы приравнять ее по статусу к другим областям РСФСР. Таким образом регион стал бы более самостоятельным в принятии управленческих решений.

## Репрессия
На XVII съезде партии (также известном как «Съезд расстрелянных», так как более половины его делегатов было репрессировано в годы Большого террора) обозначил свою позицию на стороне Сергея Кирова с предложением выдвинуть его кандидатуру на пост Генерального секретаря.
Мысль о преобразовании Хакасии в автономную республику теперь подавали как попытку создания «буржуазного государства под протекторатом Японии». В которое, для большего веса, но главное для «отстрела» национальных кадров соседних территорий, кроме Хакасии, были введены Ойротия (Горный Алтай) и Горная Шория.
Идея о выходе из состава края подавалась теперь как попытка отторжения Хакасии от СССР, причём «насильственно, путем вооружённого восстания при помощи одного из иностранных государств.
Людей, поддерживающих идею преобразования Хакасии в автономную республику, НКВД объединил в так называемую «буржуазно-националистическую контрреволюционную организацию», причём дату образования её отодвинул на 1930 год. Сделано это было для того, чтобы связать эту «организацию» с так называемым «Союзом Сибирских Тюрок», процесс над которыми состоялся ранее — в 1934 году.
«На протяжении всей трудовой деятельности, — пишет Торосов, — будучи убежденным интернационалистом, я постоянно боролся как с великодержавным шовинизмом, так и местным национализмом». Он рассказывает о личном участии в ликвидации бандитизма в Хакасии, о работе по формированию интеллигенции и руководящего состава области.
Торосов был арестован 12 октября 1937 года и обвинён в попытке создания «буржуазного государства под протекторатом Японии». Арестованные вместе с Торосовым М. Г. несколько десятков человек квалифицировались как «неразоблаченные ранее участники Организации “Союз Сибирских Тюрок”».
Н. С. Хрущёв, в своем докладе на закрытом заседании XX съезда КПСС, сообщил: «Из 1956 делегатов… 1108 были арестованы по обвинению в контрреволюционных преступлениях (56,6 %)».
«Я утверждал и утверждаю, что ни в какую контрреволюционную буржуазно-националистическую организацию я не вовлечен и ни в каком центре не состою. Я никого не вербовал и не вовлекал в буржуазно-националистическую деятельность. Связей с Японией, Шорией, Ойротией не имею, никого с этой целью туда не посылал. И сам с этой целью никуда не ездил. Подготовку к вооруженному восстанию не вел, повстанческие отряды не готовил и не организовывал. Да и в мыслях у меня никогда этого не было!» — следует из его показаний.
13 июля 1938 года Михаил Торосов был расстрелян в тюрьме города Красноярска. В тот день были приговорены к расстрелу 48 человек, в том числе 16 хакасов. Кроме М.Г. Торосова, это были И.И. Абдин, Г.П. Бытотов, А.И. Интутова, Н.Г. Катанов, И.М. Киштеев, Н.И. Конгаров, В.А. Кобяков, И.П. Майтаков, П.И. Окунев, К.К. Самрин, М.С. Толстухин, И.В. Тогдин, Ф.С. Толстухин, К.А. Чульжанов, А.Е. Шоев. Суд начался 13 июля ровно в 10 часов, а закончился в 10 часов 10 минут. С 10.10 до 10.20 судили Ивана Тогдина, председателя областного комитета по искусству, с 10.20 до 10.30 — Фёдора Толстухина, председателя Хакасского областного суда, с 10.30 до 10.40 — Николая Конгарова, секретаря облисполкома, с 10.40 до 10.50 Киприяна Чульжанова, первого секретаря обкома комсомола...
Как свидетельствуют судебные документы того периода, на «тщательное» рассмотрение дела каждого обвиняемого отводилось всего десять минут, причём время суда строго фиксировалось в протоколе работы выездных сессий Военной коллегии Верховного суда СССР. 
Известный исследователь советской системы М. С. Восленский пишет: В том числе были, по официально принятому термину, «незаконно репрессированы» 97 членов и кандидатов в члены ЦК партии, избранного на XVII съезде (из общего числа 139 человек); кроме того, 5 покончили жизнь самоубийством и 1 (Киров) был убит в результате покушения. Из этих 97 уничтоженных (почти 70 % состава ЦК) 93 были ликвидированы в 1937—1939 гг. Убивали их зачастую целыми группами: более половины из них были расстреляны за 8 дней. — Михаил Восленский, «Номенклатура», глава 7, раздел 14
Реабилитирован в 1956 году.
В конце XX века в кандидатской диссертации, а затем и в книге «Массовые репрессии в 1930 гг. на материалах Хакасии» исследователь С.В. Карлов пишет: «М.Г. Торосову не было ещё и 40 лет, когда трагически оборвалась его жизнь. Но эти годы он прожил достойно. Его личность была и остаётся нравственным ориентиром общества».

## Семья
- Родители: отец — Григорий Михайлович Торосов, мать — Татьяна Ильинична (в девичестве Тинникова).
- Жена — Клавдия Терентьевна Торосова (в девичестве Чудогашева), по профессии учитель, работала в одной из школ Абакана.
- Дети: сыновья: Алик (Альберт)(1935 г.р.), Владислав (1937 г.р.) сёстры: Аза (1933 г.р.) Клара (1929 г.р.)[9].

## Память
Имя М. Г. Торосова увековечено на памятнике жертвам политических репрессий и в названии улицы Абакана. Установлены мемориальные доски в Абакане и в аале Усть-Есь. Там же открыта школа его имени. Министерством образования республики утверждена премия им. М. Г. Торосова в области общественной деятельности.